# Kanta Kondō
Kanta Kondō (japanisch 近藤 貫太 Kondō Kanta; * 11. August 1993 in Imabari) ist ein ehemaliger japanischer Fußballspieler.

## Karriere
Kondō erlernte das Fußballspielen in der Jugendmannschaft von Ehime FC und der Universitätsmannschaft der Keiō-Universität. Seinen ersten Vertrag unterschrieb er 201 beim Ehime FC. Der Verein spielte in der zweithöchsten Liga des Landes, der J2 League. Für den Verein absolvierte er 24 Ligaspiele. Ende 2015 beendete er seine Karriere als Fußballspieler.